# Новогеоргієвка (Ішимбайський район)
Новогео́ргієвка (рос. Новогеоргиевка, башк. Яңы Георгиевка) — присілок у складі Ішимбайського району Башкортостану, Росія. Входить до складу Урман-Бішкадацької сільської ради.
Населення — 116 осіб (2010; 67 в 2002).
Національний склад:
- башкири — 72%